# Districte de Shkodër
Shkodër és un dels 36 districtes que formen Albània. Està situat al nord-oest del país. La seva capital és Shkodër.
Té una població de 185.000 habitants (dades de 2004) i una extensió de 1.631 km².
Dins d'aquest districte, hi trobem els següents municipis:
- Ana e Malit
- Bërdicë
- Bushat
- Dajç
- Gur i Zi
- Hajmel
- Postribë
- Pult
- Rrethinat
- Shalë
- Shkodër
- Shllak
- Shosh
- Temal
- Vau-Dejës
- Velipojë
- Vig-Mnelë